# Concert Classics vol. 5
Concert Classics vol. 5 è un album dal vivo del gruppo di rock progressivo statunitense Starcastle. Lo stesso materiale è stato pubblicato anche con il titolo Fountains e Shine on Brightly.

## Il disco
L'album fu pubblicato dopo lo scioglimento del gruppo, da registrazioni relative al tour dell'album Citadel del 1978. Contiene un brano inedito, Breath and Thunder. Lo stesso materiale, ma con una qualità di produzione inferiore, fu ripubblicato in Giappone col titolo Fountains (etichetta Welcome) nel 2001 dall'etichetta discografica NMC Records, senza coinvolgere il gruppo. Nonostante quanto il titolo volume 5 lascerebbe supporre, questo fu il primo e unico album dal vivo ufficiale pubblicato dagli Starcastle.

## Formazione
- Terry Luttrell - voce
- Herb Schildt - tastiere
- Gary Strater - basso, seconde voci
- Stephen Tassler - percussioni, batteria, seconde voci
- Matt Stewart - chitarra, seconde voci
- Stephen Hagler - chitarra, seconde voci

## Tracce
1. Shine on Brightly (5:31) (da Citadel, 1977)
2. Forces (5:58) (da Starcastle, 1976)
3. Can't Think Twice (3:51) (da Citadel)
4. Could This Be Love (3:42) (da Citadel)
5. Change in Time (4:36) (da Citadel)
6. Lady of The Lake (10:57) (da Starcastle)
7. Breath and Thunder (6:16) (inedita)
8. Fountains (9:50) (da Fountains of Light, 1977)